# Pica-soques d'Indoxina
El pica-soques d'Indoxina (Sitta neglecta) és un ocell de la família dels sítids (Sittidae).

## Hàbitat i distribució
Habita boscos i matolls de Myanmar, Cambotja i sud del Vietnam